# Giacomo Nacchianti
Giacomo Nacchianti (auch Giacomo Nacchiante, Naclante und Naclantus, * 15. Oktober 1502 in Florenz; † 25. April 1569 in Chioggia) war ein katholischer Theologe und Bischof. Er  gehörte dem Dominikaner-Orden (OP) an.

## Leben und Werk
Giacomo Nacchianti studierte in Bologna. Von 1539 bis 1541 wirkte er als Lektor in Perugia, dann in Rom. Giacomo Nacchianti nahm an allen drei Tagungsperioden des Konzils von Trient teil. Sein Einfluss auf die Verhandlungen in Hinsicht auf die Themen Messopfer und Ehe war bedeutend. Er kommentierte in 18 Traktaten die tridentinischen Verhandlungen und Beschlüsse.
Er stand zeitweise unter Häeresieverdacht, da er zunächst gegen eine gleichrangige Bewertung von Schrift und Tradition als Glaubensquellen eintrat.
Giacomo Nacchianti war seit 1544 Bischof von Chioggia und zeichnete sich insbesondere als Seelsorger und theologischer Schriftsteller aus.